# Schamlippenpiercing
Ein Schamlippenpiercing ist ein Piercing im Intimbereich der Frau und kann sowohl in den inneren als auch in den äußeren Schamlippen getragen werden.

## Piercing durch die äußeren Schamlippen
Ein Piercing der äußeren Schamlippen, Die Abheilung verläuft dabei etwas langsamer als bei den inneren Schamlippen, da es durch den Kontakt mit Kleidung des Öfteren gereizt wird und ständigen Bewegungen ausgesetzt ist. Der Zeitraum bis zur vollständigen Heilung beträgt in der Regel etwa sechs bis acht Wochen.
Gerne wird dieser Schmuck auch so gesetzt, dass die Vagina durch gegenüberliegende Schamlippenpiercings verschlossen werden kann und er wie ein Keuschheitsgürtel wirkt.

## Piercing durch die inneren Schamlippen
Ein Piercing durch die inneren oder kleinen Schamlippen, Labia minora pudendi, gehört zu den unkomplizierteren Piercings, ist aber von Größe und Form der inneren Schamlippen der Frau abhängig und kann daher nicht bei Frauen gestochen werden, deren innere Schamlippen relativ klein oder sehr klein sind. Prinzipiell bedarf es zur vollständigen Abheilung etwa zwei bis drei Wochen und ist weniger schmerzhaft als mehrere andere Intimpiercings.

## Position
Beide Varianten werden oft paarweise, also auf beiden Seiten, gestochen. Je nach Anatomie können auch mehrere Piercings in einer Reihe (Venom-Piercing) gestochen werden.

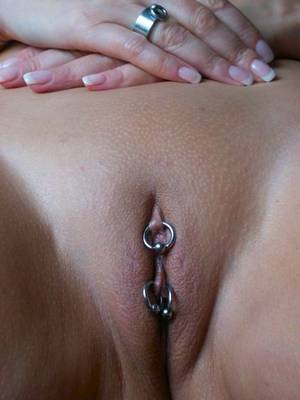
BCR (Ball Closure Ring) durch die inneren Schamlippen (und horizontales Klitorisvorhautpiercing)
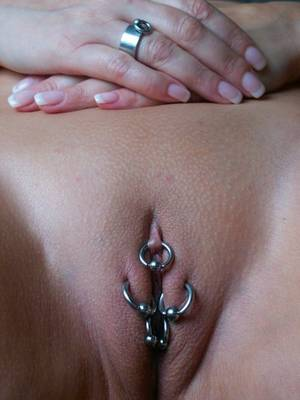
BCR durch die äußeren Schamlippen (links und rechts außen)
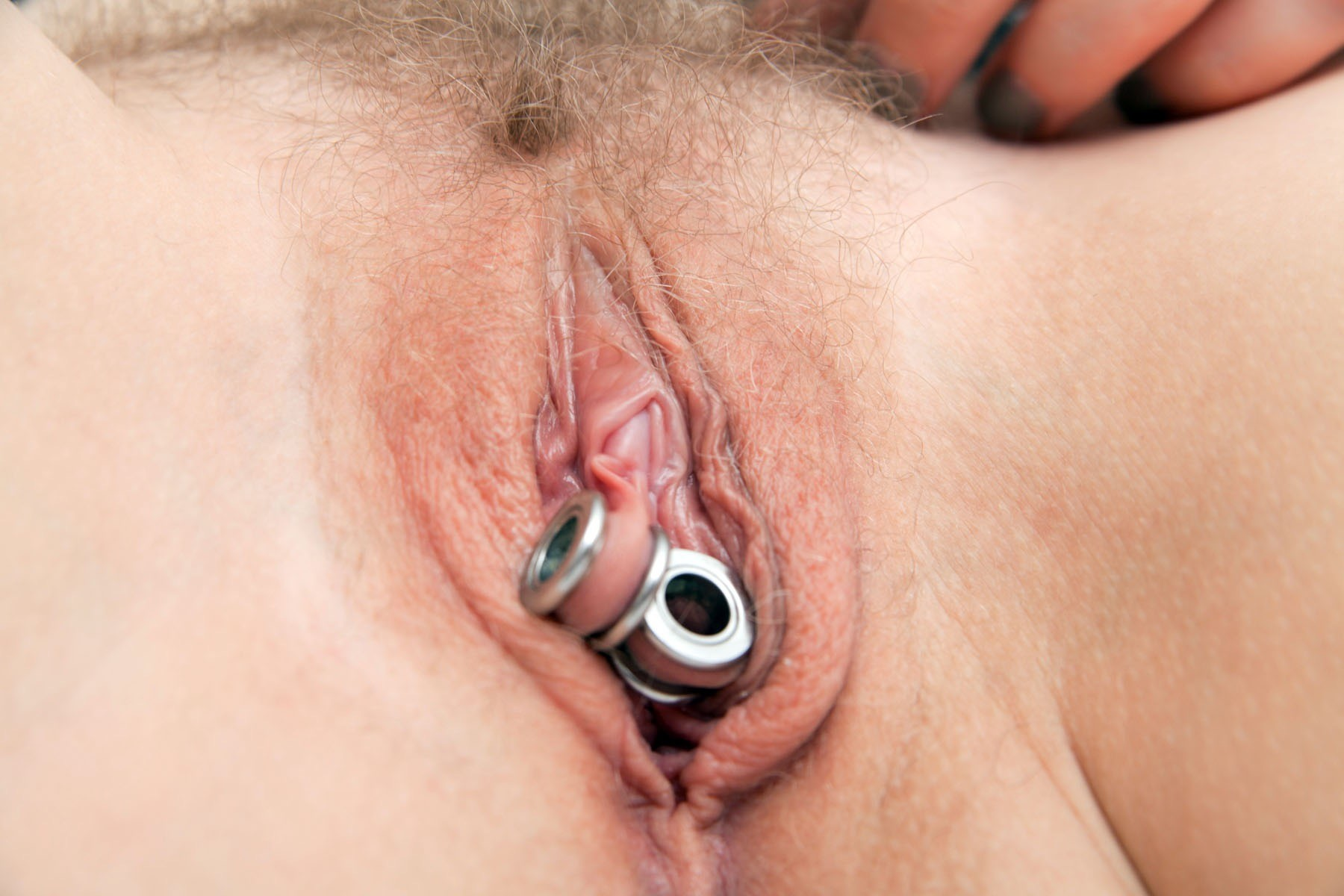
Gepiercte innere Schamlippen mit Tunnelpiercings
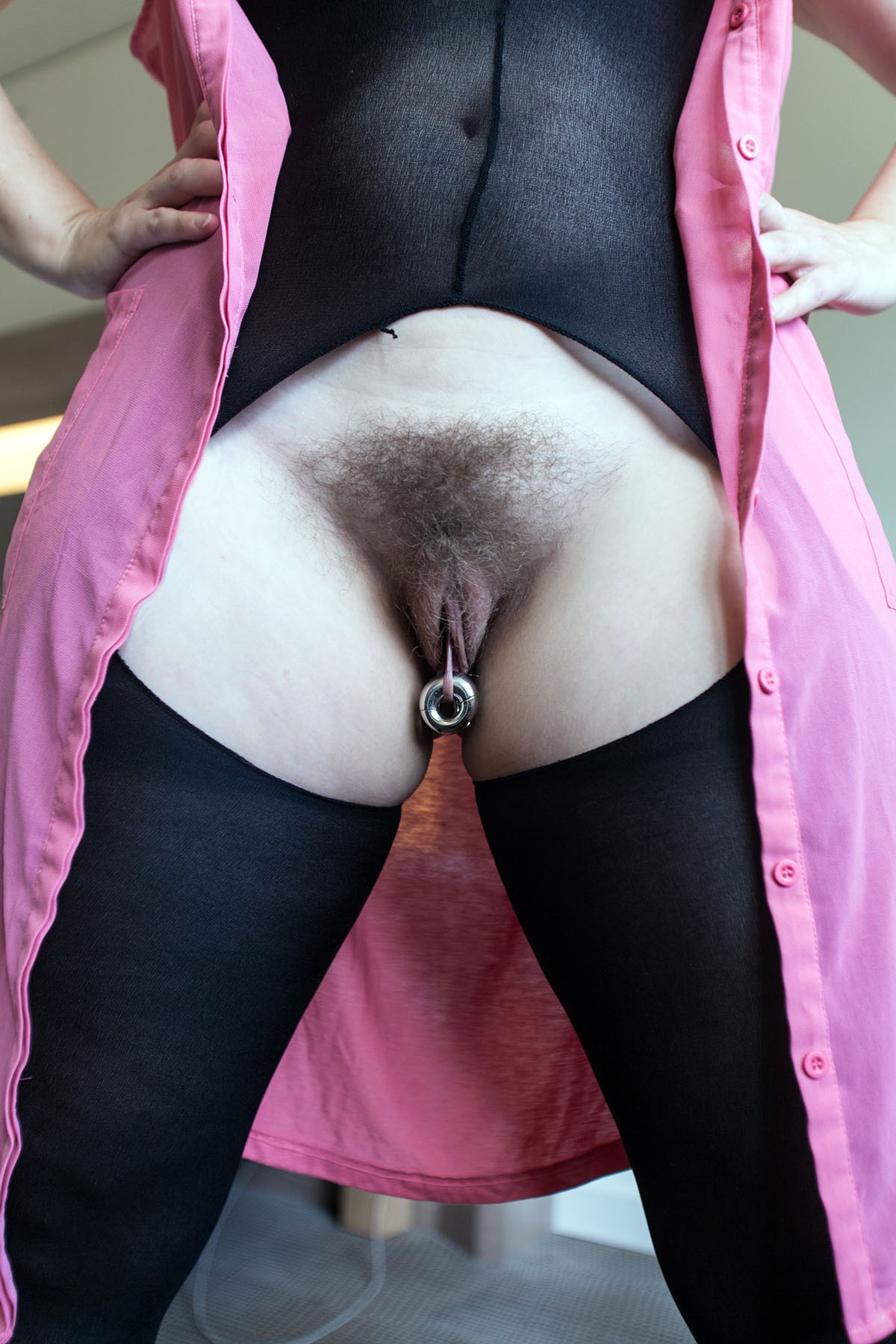
Gepiercte innere Schamlippen gedehnt mit schweren Ringen.
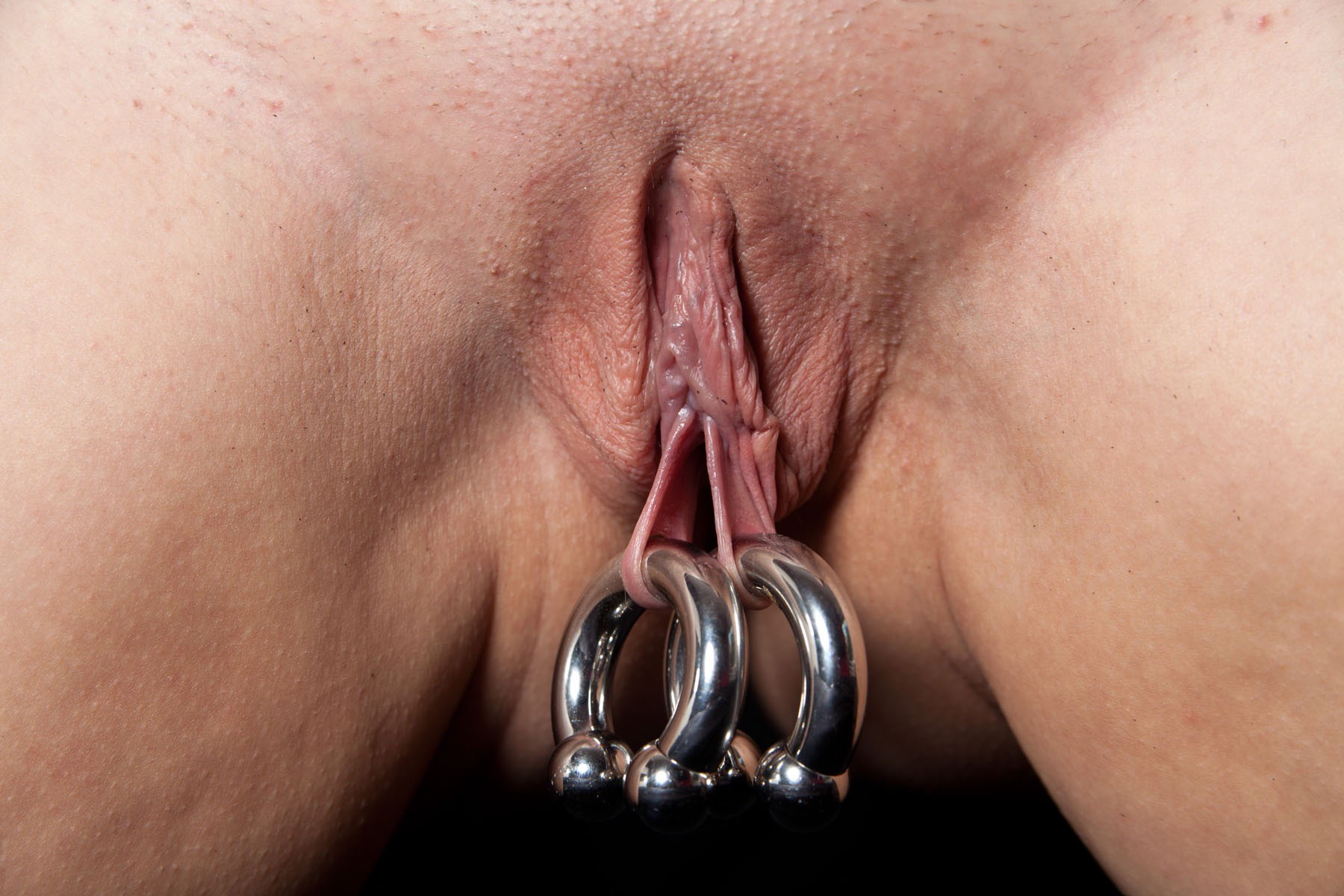
Gepiercte innere Schamlippen gedehnt mit Hufeisenschmuck.

## Schmuck
Erhältlich ist eine Vielzahl an Schmuckvarianten. Richtig platziert kann er sowohl bei der Trägerin als auch beim Sexualpartner stimulierend wirken. Der Piercing-Schmuck sollte eine Stärke von mindestens 3,2 Millimetern aufweisen, um der Gefahr des Migrierens, d. h. des Herauswachsens, entgegenzuwirken. Das Gewebe ermöglicht ein einfaches und zügiges Dehnen. Eine Schamhaarentfernung wird meist auch vorgenommen.